# Кампаньяно-ди-Рома
Кампаньано-ди-Рома (итал. Campagnano di Roma) — коммуна в Италии, располагается в области Лацио, подчиняется административному центру Рим.
Население составляет 8139 человек, плотность населения составляет 177 чел./км². Занимает площадь 46 км². Почтовый индекс — 063. Телефонный код — 06.
Покровителями коммуны почитаются святой Иоанн Креститель и святой Селестин I, папа Римский. Праздник ежегодно празднуется 29 августа.